# Pseudotremia alecto
Pseudotremia alecto är en mångfotingart som beskrevs av Shear 1972. Pseudotremia alecto ingår i släktet Pseudotremia och familjen Cleidogonidae. Inga underarter finns listade i Catalogue of Life.